# Dimensionsdetektiven
Dimensionsdetektiven er en dansk tegneserie skrevet af Niels Søndergaard og tegnet af Ole Comoll Christensen.
Serien udspiller sig i en række parallel-universer, hvor verdenshistorien har udspillet sine seneste år ganske forskelligt. Derfor kan man i albummene opleve mange forskelligartede Danmark'er, skabt under forskellige indflydelser og regimer, såsom Østblokkommunismen, amerikansk turbokapitalisme, Nazityskland og japanske og italienske mafiaer.

## Album i serien
1. 1. maj mysteriet (1991)
2. Den anden præsident (1993)
3. Det tredje øje (2001)
4. Bunden af fjerde dimension (2010)